# 程昌
程昌（1475年—1551年），字時言，號和溪，南直隶徽州府祁門縣人，明朝政治人物。

## 生平
治《春秋》，行四，由國子生中式弘治十七年（1504年）甲子科應天府鄉試第九名舉人，正德三年（1508年）中式戊辰科會試第一百一十二名，第三甲第二十四名進士。初授蕲水县知县，七年五月选授山西道監察御史，十二年巡按福建，十五年巡按广东。
嘉靖初参預議大禮，外放为湖广按察司副使，嘉靖六年（1527年）二月升四川按察使。

## 著作
著有《發蒙近語》、《和溪文集》。

## 家族
曾祖程景華。祖父程顯，左長史進階朝列大夫。父程泰，河南左布政使進階正奉大夫正治卿。前母汪氏，贈宜人；胡氏，贈夫人；母项氏，贈夫人。永感下，兄程昂，医学训科；程旦，典膳；程杲，知府。